# بازماندگان روح
بازماندگان روح (انگلیسی: Soul Survivors) فیلمی در ژانر مهیج روان‌شناسانه به کارگردانی استیون کارپنتر است که در سال ۲۰۰۱ منتشر شد.

## بازیگران
- ملیسا سیجمیلر
- کیسی افلک
- الیزا دوشکوه
- وس بنتلی
- لوک ویلسون
- آنجلا فیدراستون